# Argyrosomus japonicus
Argyrosomus japonicus, conhecida pelo nome comum de roncadeira-austral, é uma espécie de peixe da família Sciaenidae e da ordem Perciformes.

## Morfologia
- Os machos podem atingir 181 cm de comprimento total e 75 kg de peso.
- Número de vértebras: 25.[4][5]

## Predadores
Na Austrália sofre predação por Argyrosomus hololepidotus e na África do Sul por Crocodylus niloticus, Carcharhinus brachyurus, Carcharhinus limbatus, Carcharhinus obscurus e Sphyrna zygaena.

## Habitat
É um peixe de clima tropical e bentopelágico.

## Distribuição geográfica
É encontrado na Austrália, na China (incluindo Hong Kong), Djibuti, Índia, Japão (incluindo as Ilhas Ryukyu), Coreia, Maurícia, Moçambique, Oman, Paquistão, África do Sul, Taiwan e Vietname.

## Uso comercial
É importante como alimento.

## Observações
É inofensivo para os humanos.